# Іямпу
Іямпу (ісп. Illampu) — четверта за висотою вершина Болівії, розташована на півночі гірського хребта Кордильєра-Реаль, частини андійського хребта Кордильєра-Сентраль. Знаходиться на північ від гори Анкоума біля міста Сората.
Хоча гора дещо нижча за гору Анкоума, Іямпу — крутіша вершина, та важча для сходження. Це «найважчий шляї для сходження на будь-який шеститисячник в Болівії». Найлегший шлях, з півдня, має рейтинг AD, із сніжними схилами до 65 градусів. Перше сходження було здійснене 7 червня 1928 австрійсько-німецькою експедицією Ганса Пфанна, Альфред Горесковскі, Уґо Ортнаґеля і Ервіна Гайна.

## Ресурси Інтернету
1. ↑  Andes Information Site. Архів оригіналу за 20 лютого 2007. Процитовано 12 липня 2008. [Архівовано 2007-02-20 у Wayback Machine.]
2. ↑  peakbagger.com
3. ↑  Yossi Brain, Bolivia: a climbing guide, The Mountaineers, 1999, ISBN 0-89886-495-X; pages 18, 96-99.

| Болівія | Це незавершена стаття з географії Болівії. Ви можете допомогти проєкту, виправивши або дописавши її. |